# José Corral y Larre
José Corral y Larre (Madrid, 15 d'octubre de 1866 - † Madrid, 19 d'agost de 1938) fou un funcionari i polític espanyol.

## Trajectòria
El seu pare era asturià i la seva mare d'Iparralde, ambdós establerts a Madrid. Va fer carrera administrativa com a funcionari dins del Ministeri d'Hisenda. El 1887 fou aspirant de novena d'Hisenda i el 1889 oficial cinquè. De 1891 a 1897 fou destinat a les Filipines, el 1897 a Múrcia i el 1902 a Madrid, on fou ascendit a oficial de primera. El 1903 fou ascendit a cap de negociat, el 1920 cap d'administració de primera i el 1924 cap superior. Simultàniament de 1910 a 1913 fou governador civil de Lleó.
El 25 de febrer de 1924 el general Miguel Primo de Rivera el va nomenar subsecretari del Ministeri d'Hisenda, encarregat d'exercir les funcions de Ministre d'Hisenda fins que el ministeri fou restablert el 3 de desembre de 1925. El 1927 va ser nomenat membre de l'Assemblea Nacional Consultiva com a "representant per dret propi" fins a febrer de 1930.